# هاروهیکو میکیموتو
هاروهیکو میکیموتو (انگلیسی: Haruhiko Mikimoto; ۲۸ اوت ۱۹۵۹ – ) تصویرگر، مانگاکا، کارگردان فیلم، پویانما، تهیه‌کننده تلویزیونی، و کارگردان پویانمایی اهل ژاپن بود.